# Последняя ночь Шахерезады
«Последняя ночь Шахерезады» — третий советско-сирийский фильм из цикла, снятого на киностудии «Таджикфильм» СССР и сирийской киностудии «Ганем-фильм» в 1987 году по мотивам сказок «Тысяча и одна ночь» и Вильгельма Гауфа.

## Сюжет
Калиф Шахрияр, насладившийся танцами своих наложниц, просит Шахерезаду рассказать ему историю о Маруфе-башмачнике.
Когда наступило утро, и исчез тёмный покров ночи и тайны, Маруф вдруг увидел, как рассеялась в пустыне пыль, и его караван, как ни в чём не бывало, продолжал свой путь. На утро третьего дня караван вошёл в город нашего Всемилостивейшего Калифа. Встретившись с калифом, Маруф доложил ему о сообщении от гонца о нападении двух тысяч всадников-кочевников на караван. Как только Маруф появился во главе своих пятисот воинов, кочевники разбежались во все стороны, и теперь их можно было переловить в пустыне по одному. Калиф сдерживает обещание отдать Маруфу в жёны свою дочь Эсмэгюль, но при условии, что у него не появится причины для внезапного исчезновения из дворца.
Эсмэгюль напевает песню о своём избраннике-садовнике, который ворвётся в её персиковый сад, а в это время первый визирь калифа Джаффар пытается уверить своего повелителя, что Маруф — фокусник и плут, и он выведет башмачника на чистую воду. Калифу же требуется купец, который пополнит казну.
Джаффар встречается с купцом Али. Али под пытками рассказывает визирю, что Маруф — башмачник из Мисра, его выгнала злая жена, ему помогает джинн.
Маруфу не терпится справить свадьбу с Эсмэгюль, он приходит к калифу, и тут во дворец прибегает жена Маруфа, требуя вернуть своего мужа и судить его за то, что он избивал, унижал и выгнал её из дома, и что теперь она испытывает постоянные унижения. Маруф вызывает джинна, загадывает желание заткнуть жене рот, тот исполняет, все поняли, что Маруф — колдун. Но теперь Маруф просит джинна, чтобы и ему, и ей было хорошо. Джинн переносит её в райский уголок, сделав её Царицей джунглей.

## Места съёмок
Сад и фонтан, где Эсмэгюль поёт песню про персиковый сад — Ханский Дворец в Бахчисарае. Замок Тиули-Коса снаружи — крепость Цитадель Алеппо, внутри — бывший дворец турецкого наместника Асада Паши Аль-Азма в Дамаске.